# David Zwirner

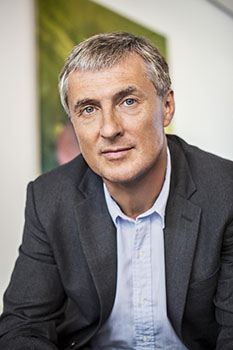
David Zwirner (2011)

David Zwirner (* 23. Oktober 1964 in Köln) ist ein deutsch-US-amerikanischer Galerist und Philanthrop.

## Leben

### Schule und Ausbildung
David Zwirner ist der Sohn des Kunsthändlers Rudolf Zwirner. Die Familie lebte in einem Haus in Köln, in dessen Untergeschoss sich die Galerie des Vaters befand. Bereits in seiner Jugend kam er so mit Kunst in Berührung. Für ein Schuljahr besuchte Zwirner die Walden School in New York City. Er legte sein Abitur in Deutschland ab und studierte anschließend Musik an der New York University. Dort war er unter anderem auch als Jazz-Schlagzeuger aktiv.

### Karriere

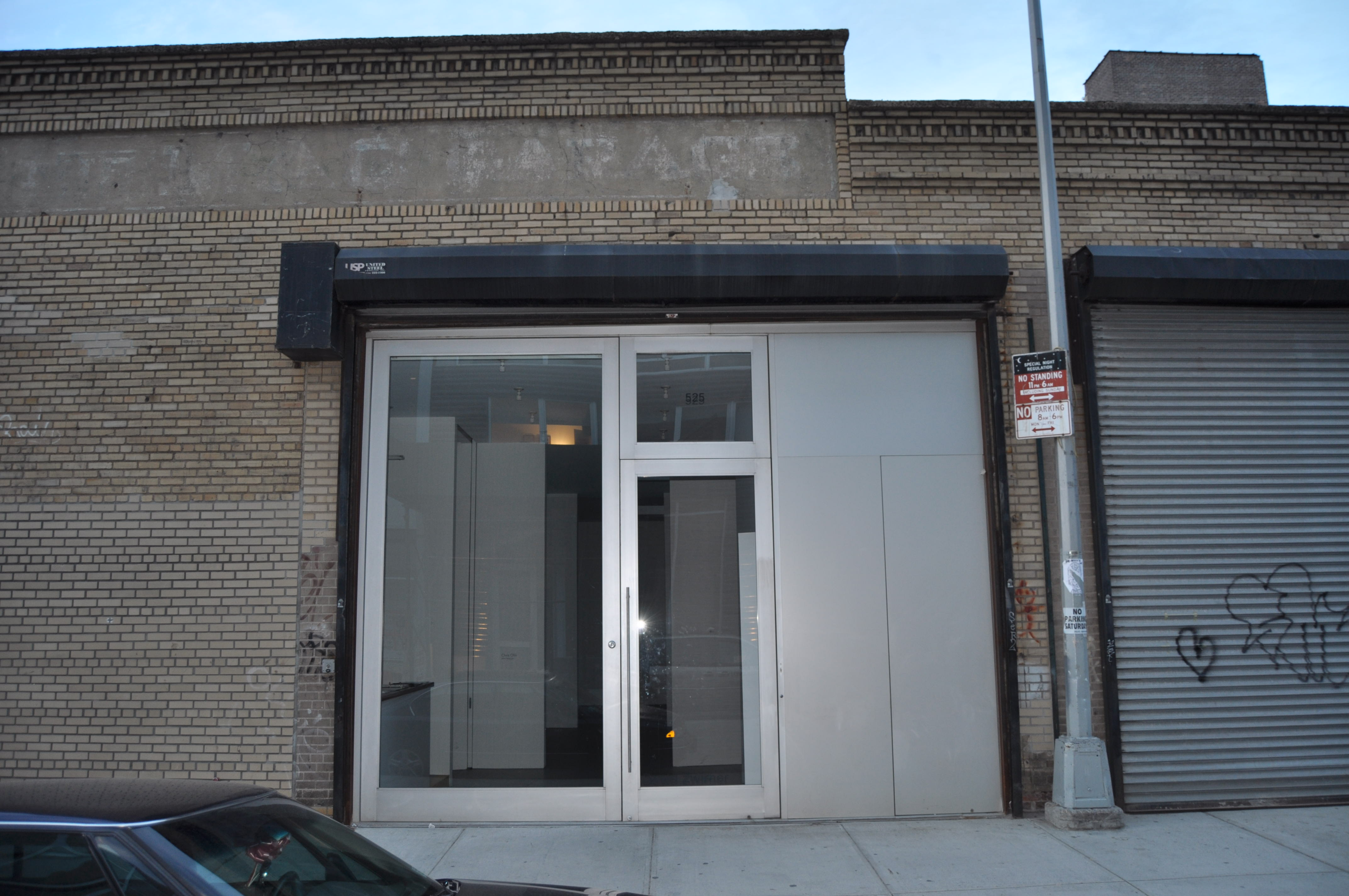
David Zwirner Gallery in New York City (2009)

Nach dem Studium kehrte er nach Deutschland zurück und arbeitete in Hamburg als A&R für eine Tochter von Polygram. Schließlich entschloss er sich jedoch in die Fußstapfen seines Vaters zu treten und begann als Kunsthändler zu arbeiten. Er kaufte zunächst Werke von Bernd und Hilla Becher, Hanne Darboven und Dan Graham. Er kehrte zurück in die Staaten und arbeitete dort zunächst für die Brooke Alexander Gallery. 1993 gründete er die David Zwirner Gallery in SoHo, New York City, der später eine Filiale in London folgte.
Von 2000 bis 2009 hatte er eine Galerie mit Iwan Wirth unter dem Namen Zwirner & Wirth auf der Upper East Side, die sich auf private Käufe spezialisiert hatte. Dort fanden mehrere Ausstellungen statt, darunter: Gerhard Richter: Early Paintings (2000); Bruce Nauman (2001); Cy Twombly: Letter of Resignation (2002/2003); Claes Oldenburg: Early Work (2005); David Hammons (2006); Joseph Beuys: Sculpture and Drawing (2007) und Dan Flavin: The 1964 Green Gallery Exhibition (2008).

## Philanthropie

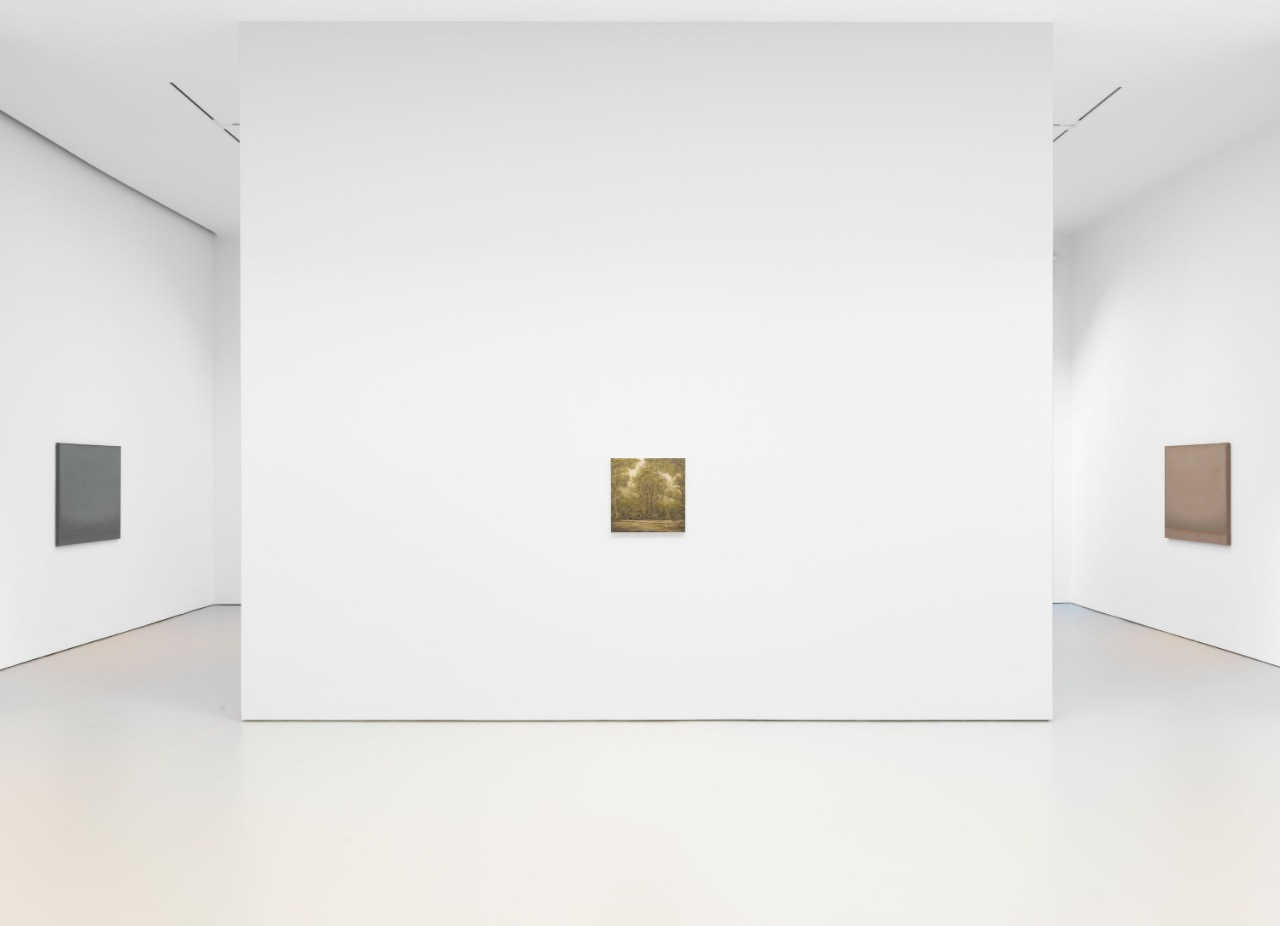
Ausstellungsraum in Zwirners Galerie (2020)

Nach den Terroranschlägen am 11. September 2001 organisierte Zwirner eine I Love NY Art Benefit-Ausstellung in seiner Galerie, die den Opfern der Anschläge zugutekommen sollte. Nachdem er einige bekannte Künstler nach Werken für die Ausstellung gefragt hatte, verselbstständigte sich die Idee und es beteiligten sich mehr als 150 Galerien und andere Institutionen an der Auktion. Alle Erlöse gingen an die Robin Hood Foundation.
In den Jahren 2006, 2008 und 2015 war seine Galerie Teil einer Benefiz-Aktion von Marcel Dzama, die Spenden für die Non-Profit-Organisation 826NYC sammelte, die junge Autoren unterstützt. Dazu veröffentlichte er 2006 einen speziellen Ausstellungskatalog mit Kritiken von Achtjährigen. 2011 führte er zusammen mit Christopher D'Amelio eine Benefiz-Aktion für die Grace Church School durch.
Zusammen mit Schauspieler Ben Stiller sammelte er mittels einer Auktion bei Christie’s namens „Artists for Haiti“ Spenden für die Bildung und Gesundheitsprogramme von Kindern in Haiti. Bei der Auktion am 22. September 2011 wurden mehr als 13,5 Millionen US-Dollar erwirtschaftet. Diese gingen an Wohltätigkeitsorganisationen in Haiti, unter anderem an Architecture for Humanity, J/P Haitian Relief Organization, Partners in Health und The Stiller Foundation.
2014 war die Galerie von David Zwirner Gastgeber der Acria Unframed Auction, die für HIV/AIDS-Programme mehr als eine Million US-Dollar Spendengelder bekam. 2015 fand eine Auktion für Friends Seminary statt. Etwa 60 Werke waren ausgestellt. Für die älteste New Yorker Schule, die kontinuierlich auf Koedukation setzte, kamen so mehr als eine halbe Million US-Dollar zusammen. Im Dezember 2016 fand eine Auktion von James Welling zugunsten der Foundation for Contemporary Arts statt, bei der zahlreiche Werke von Wellings versteigert wurden, darunter auch einige von seiner ersten Ausstellung 1963.

## Rezeption
David Zwirner ist seit 2003 auf der Liste der „Power 100“ des Magazins ArtReview vertreten, seit 2012 gehört er den Top 5 an. 2012 war er auf Platz 2 der „America's Most Powerful Art Dealers“ gemäß des Magazins Forbes.

## Privatleben
David Zwirner ist mit der Geschäftsfrau Monica Seeman verheiratet. Das Paar lebt in New York City und hat drei Söhne. Lucas Zwirner, der das Familiengeschäft eines Tages fortführen soll, ist Chefredakteur bei David Zwirner Books.